# Chrysogorgia japonica
Chrysogorgia japonica is een zachte koraalsoort uit de familie Chrysogorgiidae. De koraalsoort komt uit het geslacht Chrysogorgia. Chrysogorgia japonica werd in 1889 voor het eerst wetenschappelijk beschreven door Wright & Studer.